# 傑瑞米·卡爾
傑瑞米·卡爾（英語：Jeremy Carl）是一名美國前政府官員。於2020年進入川普政府，被任命為內政部負責魚類、野生動物和公園事務的副助理部長。目前為克萊蒙研究所資深研究員，此前曾在史丹佛大學胡佛研究所擔任研究員長達十年。撰有大量關於能源政策、移民和民族主義的文章。
他具有耶魯大學文學士學位和哈佛大學甘迺迪政府學院公共行政碩士學位。

## 爭議言論
2020年6月，卡爾在文章中稱喬治·佛洛伊德之死引發的示威活動中的和平示威者比暴動者造成的破壞還要大，「因為他們的示威立基於對白人、警察和美國的謊言和誹謗之上」。同年7月，他在文章中抨擊Black Lives Matter運動為「種族主義」運動。

## 外部連結
- 官方网站 （英文）
- 傑瑞米·卡爾的X（前Twitter） （英文）
- C-SPAN內的頁面（英文）
- 傑瑞米·卡爾在互联网电影资料库（IMDb）上的資料（英文）